# Daisy Curwen
Daisy Curwen (née le 6 décembre 1889 à Liverpool et morte le 25 juin 1982 à Wallasey) est une nageuse britannique.
En 1911, elle établit le record du monde du 100 mètres nage libre et améliore son propre record l'année suivante. Favorite de l'épreuve lors des Jeux olympiques de 1912, elle ne peut prendre part à la finale à cause d'une crise d'appendicite. Hospitalisée et opérée, elle ne fait pas non plus partie du relais 4 X 100 mètre nage libre victorieux.

## Source
- Biographie sur Olympedia.org